# Зора Ніл Герстон
Зора Ніл Герстон (англ. Zora Neale Hurston; 7 січня 1891, Нотасалга, Алабама, США — 28 грудня 1960, Форт-Пірс, Флорида) — афроамериканська письменниця (авторка чотирьох романів і п'ятдесяти опублікованих оповідань), фольклористка і антрополог, найбільше відома як авторка роману «Їхні очі бачили Бога» (1937). Брала участь в русі так званого Гарлемського ренесансу.

## Біографія
Народилася в сім'ї баптистського священика і шкільної вчительки. У 1918 році вступила в Говардський університет, в якому проходила курси іспанської, англійської, грецької мов та публічних виступів. Здобула диплом про закінчення коледжу в 1920 році. У 1927 році закінчила Барнард-коледж в Нью-Йорку за фахом антропологія; була єдиною чорношкірою студенткою в коледжі, спеціалізувалася на вивченні афроамериканського фольклору і гаїтянського вуду.
Дотримувалася правих поглядів. Після публікації в 1948 році роману з білими бідняками-протагоністами письменницю жорстко критикували різні громадські сили. Решту життя провела в невеликому містечку в штаті Флорида, де працювала в школі і бібліотеці. Протягом багатьох років була фактично забута, інтерес до її творчості став відроджуватися тільки з 1975 року.